# Општина Чуруљаса (Алба)
Чуруљаса (рум. Ciuruleasa) општина је у Румунији у округу Алба.
Oпштина се налази на надморској висини од 758 m.